# Motivados por la música
Motivados por la música es una teleserie juvenil venezolana transmitida por la Cadena pública, TVes (Televisora Venezolana Social). Entre su elenco se encuentran figuras venezolanas del modelaje y actuación como Luisana Beyloune que participó en "protagonistas de Novela", el actor Rhandy Piñango, Candy Montesinos que participó en series reconocidas como Isa Tkm y Orlando Delgado quien fue elegido Mister Turismo Venezuela 2008, entre otros. Fue estrenada en noviembre de 2011.

## Sinopsis
Narra la historia de un grupo de jóvenes estudiantes que deberán enfrentar diversas situaciones para mejorar su conducta a la vez que desarrollan su pasión por la música. Se trata de una producción nacional independiente grabada en Caracas.

## Elenco
- Candy Montesinos
- Priscilla Izquierdo
- Luisana Bayloune
- María Alejandra Ydler
- Joselyn Torrealba
- Rhandy Piñango
- Jhonnael Villegas
- César Bencid
- Riger Martínez
- Heverth Aponte
- Emmanuel Palomares
- Orlando Delgado
- Marco Alcalá
- Mariely Ortega Alcalá
- Víctor Márquez